# Departament de Pando
El Departament de Pando és una divisió administrativa de Bolívia. És la més septentrional de la república; i limita al sud amb el Departament de La Paz i el Departament de Beni; al nord, amb Brasil; i a l'oest, amb la Regió de Madre de Dios (Perú). Se subdivideix en 5 províncies i 51 cantons.

## Províncies
| Província      | Capital               | Províncies de Pando |
| -------------- | --------------------- | ------------------- |
| Abuná          | Santa Rosa del Abuná  | Províncies de Pando |
| Federico Román | Nueva Esperanza       | Províncies de Pando |
| Madre de Dios  | Puerto Gonzalo Moreno | Províncies de Pando |
| Manuripi       | Puerto Rico           | Províncies de Pando |
| Nicolás Suárez | Cobija                | Províncies de Pando |